# Lima Azimi
Lima Azimi sinh năm 1981 hoặc 1982, là một vận động viên điền kinh người Afghanistan.
Azimi đã thu hút sự chú ý khi đại diện đất nước của mình tham dự Giải vô địch Thế giới 2003 tại Paris. Cô là người phụ nữ đầu tiên đại diện cho Afghanistan tại một sự kiện thể thao quốc tế sau khi Taliban bị lật đổ.
Cô đã thi đấu trong cuộc đua chạy 100 mét, với trang phục "áo thun màu xám và một đôi quần thể thao màu xanh dương". Theo báo cáo, cô không biết cách sử dụng khởi động, chưa từng có cơ hội được tập luyện với chúng. Azimi đã kết thúc cuộc đua cuối cùng trong nhánh của mình với thời gian 18,37 giây - một kỷ lục quốc gia, vì cô là người Afghanistan đầu tiên tham gia vào cuộc đua như vậy.
Vào thời điểm Giải vô địch Thế giới 2003, Azimi là một sinh viên ngành Tiếng Anh và Văn học tại Đại học Kabul.
Cô quyết định không thi đấu để giành một suất tham dự Thế vận hội Athens 2004.